# Barbara Hendricks
Barbara Hendricks (Stephens, Arkansas, EUA, 20 de novembre de 1948) és una soprano sueca, nascuda als Estats Units, i coneguda pel seu activisme en favor dels drets humans.

## Biografia
Nascuda el 20 de novembre de 1948 a la ciutat de Stephens, a l'estat nord-americà d'Arkansas, es va graduar als vint anys en matemàtiques i química a la Universitat de Nebraska–Lincoln. La seva assistència a la Juilliard School de Nova York li va permetre d'estudiar cant sota la tutela de la mezzosoprano Jennie Tourel.
El 1974 va debutar a Europa, cantant al Festival de Glyndebourne i als Estats Units a l'Òpera de San Francisco. A partir d'aquell moment va iniciar una carrera ascendent que l'ha dut a cantar en les Òperes més importants del món: l'Òpera de París, el Metropolitan Opera de Nova York, la Royal Opera House de Londres i la Scala de Milà. És més coneguda en el punt àlgid de la seva carrera en els anys 1975-1985, com una gran mozartiana.
L'any 2000 fou guardonada l'any 2000 amb el Premi Princesa d'Astúries de les Arts. En el seu repertori actual, a més de peces operístiques, també ofereix peces de jazz i música de cambra. El 2006 li fou concedida la Creu de Sant Jordi pel Govern de la Generalitat de Catalunya.
L'any 2013 va participar amb una ponència, juntament a Elena Gadel, al Fòrum Impulsa. Es membre del jurat del Premi Internacional Catalunya.

## Activisme humanitari
Hendricks ha treballat intensament pels refugiats, dona suport al treball de l'Alt Comissionat de les Nacions Unides per als Refugiats (ACNUR), i ha estat nomenada ambaixadora vitalícia d'aquesta organització.
El 1991 i 1993 va oferir dos concerts a les ciutats de Dubrovnik i Sarajevo, en aquells moments malmeses per la Guerra dels Balcans. El 1998 fundà la Fundació Barbara Hendricks per la Pau i la Reconciliació, una organització que pretén la reconciliació en aquells llocs on s'han desenvolupat conflictes armats.
Barbara Hendricks ha rebut nombrosos premis i reconeixements, tant pel seu treball artístic com pel seu compromís humanitari. És doctora honoris causa per les universitats de Lovaina-la-Neuve (Bèlgica) i Grenoble (França), doctora en dret per la Universitat de Dundee (Escòcia), doctora en música per la Universitat Wesleyan de Nebraska i doctora honoris causa en música per la Juilliard School of Music de Nova York. També és membre de l'Acadèmia Sueca de Música. Finalment, a més d'altres va rebre el títol de Comandant de les Arts i les Lletres del govern francès i va ser condecorada Cavaller de la Legió d'Honor per François Mitterrand.
El 2015, Barbara Hendricks va rebre el premi Jean-Pierre Bloch de la Lliga Internacional contra el Racisme i l'Antisemitisme (LICRA) de mans del president François Hollande.

## Homenatges
- Una universitat d'Orange (Vaucluse) porta el seu nom.
- L'11 de setembre de 2007 es va inaugurar una sala d'espectacles (600 places) al Théâtre de Laval i porta el seu nom.
- Un centre comercial Barbara Hendricks a Saint-Avertin (Indre-et-Loire) va ser inaugurat per la cantant el maig de 2011.
- Un teatre (500 places) a Aire-sur-l'Adour (Landes) porta el seu nom.
- Un bust d'argila de Barbara Hendricks va ser realitzat per l'escultor francès Daniel Druet.[5]